# Koninkrijk Bourgondië

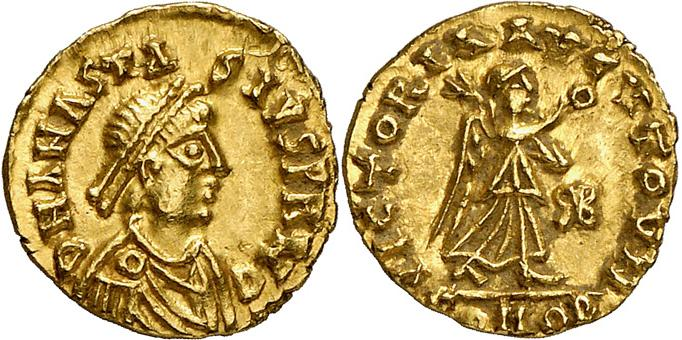
Gouden munt van de Bourgondische koning Gundobad, geslagen tussen 507 en 516, in naam van de Byzantijnse keizer Anastasius I

Het koninkrijk Bourgondië (Latijn: Regnum Burgundiae) is de benaming voor verschillende koninkrijken van het Oost-Germaanse volk van de Bourgondiërs. De ligging, omvang en andere namen naast de naam 'Bourgondië' (Burgundia; de oudste vermelding van de naam dateert uit 507) voor deze rijken veranderden door de tijd vanaf de stichting van het eerste koninkrijk in 407 tot de laatste poging hiertoe in 1473.

## Koninkrijk der Bourgondiërs (407-534)

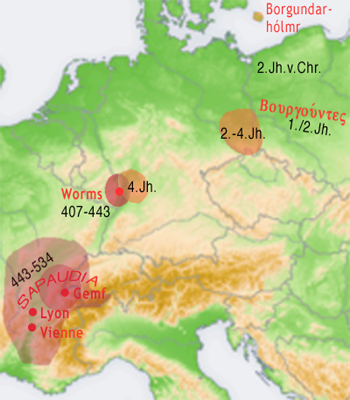
Bourgondische woongebieden vóór de totstandkoming van het koninkrijk

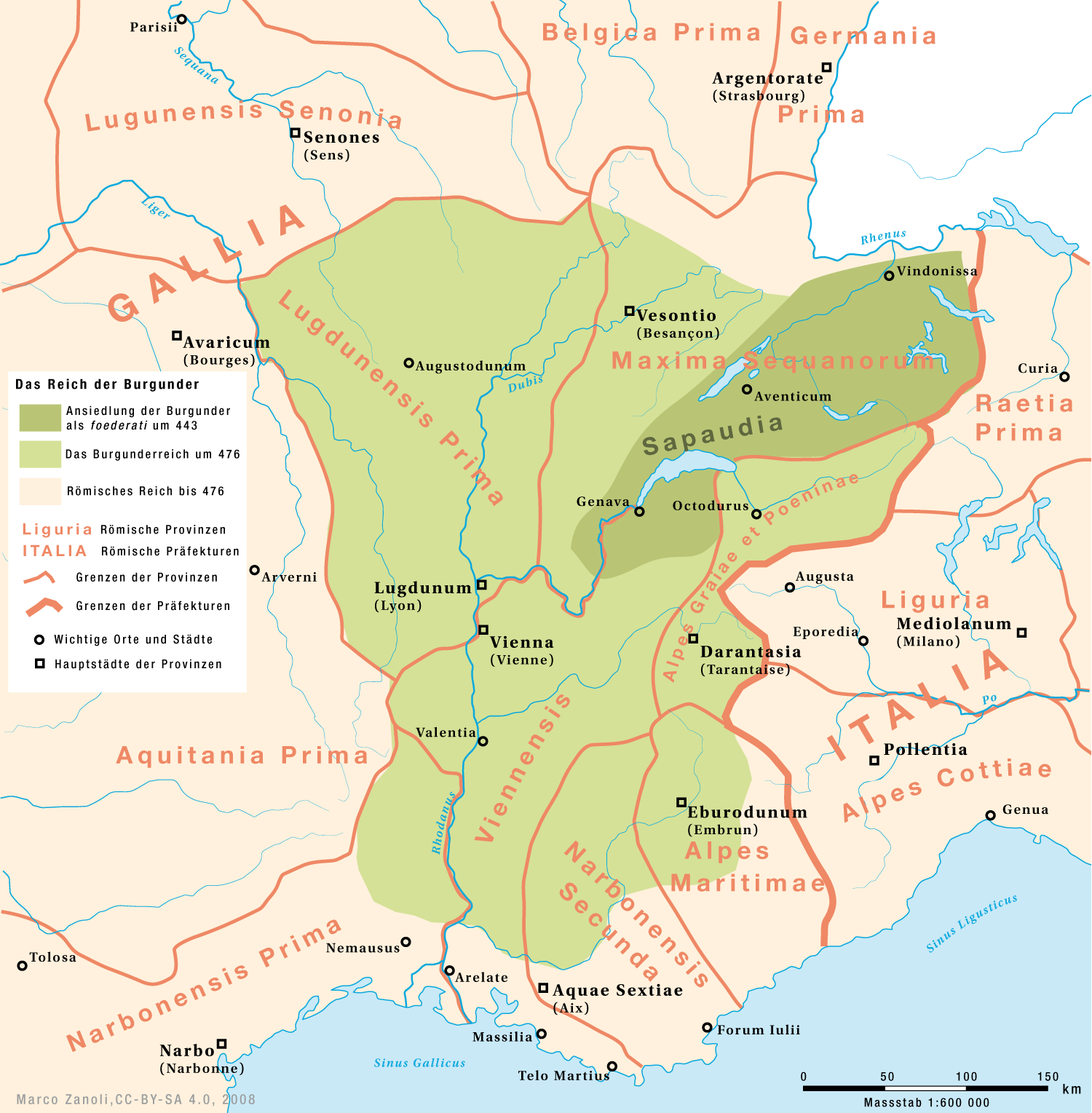
Koninkrijk Bourgondië 443-476

In de winter van het jaar 406-407 staken grote groepen Bourgonden de bevroren Rijn over van oost naar west. Deze Bourgondiërs vestigden zich op de linkeroever van de Rijn in de omgeving van Worms (Civitas Vangionum), het tegenwoordige Rijnland-Palts. De Romeinen bleken niet in staat om hen terug te drijven en gingen daarom een "bondgenootschap" aan met de Bourgondiërs. Omdat de Bourgondiërs zich ook buiten het afgesproken gebied gingen vestigen, stuurden de Romeinen in 436 een strafexpeditie uit, waarbij een groot deel van het volk werd uitgemoord. Daarop trokken de Bourgondiërs zuidwaarts om rond Genève het "koninkrijk der Bourgondiërs" te stichten. Na de dood van Romeins keizer Majorianus kwamen de Bourgondiërs in opstand. Lugdunum (Lyon) werd in 461 op de Romeinen veroverd en tot hoofdstad van het Bourgondische rijk gemaakt.
In 534 werd het rijk veroverd door de Franken en ging het koninkrijk der Bourgondiërs op in het Frankische Rijk.

## Onderdeel van het Frankische Rijk (534-843)

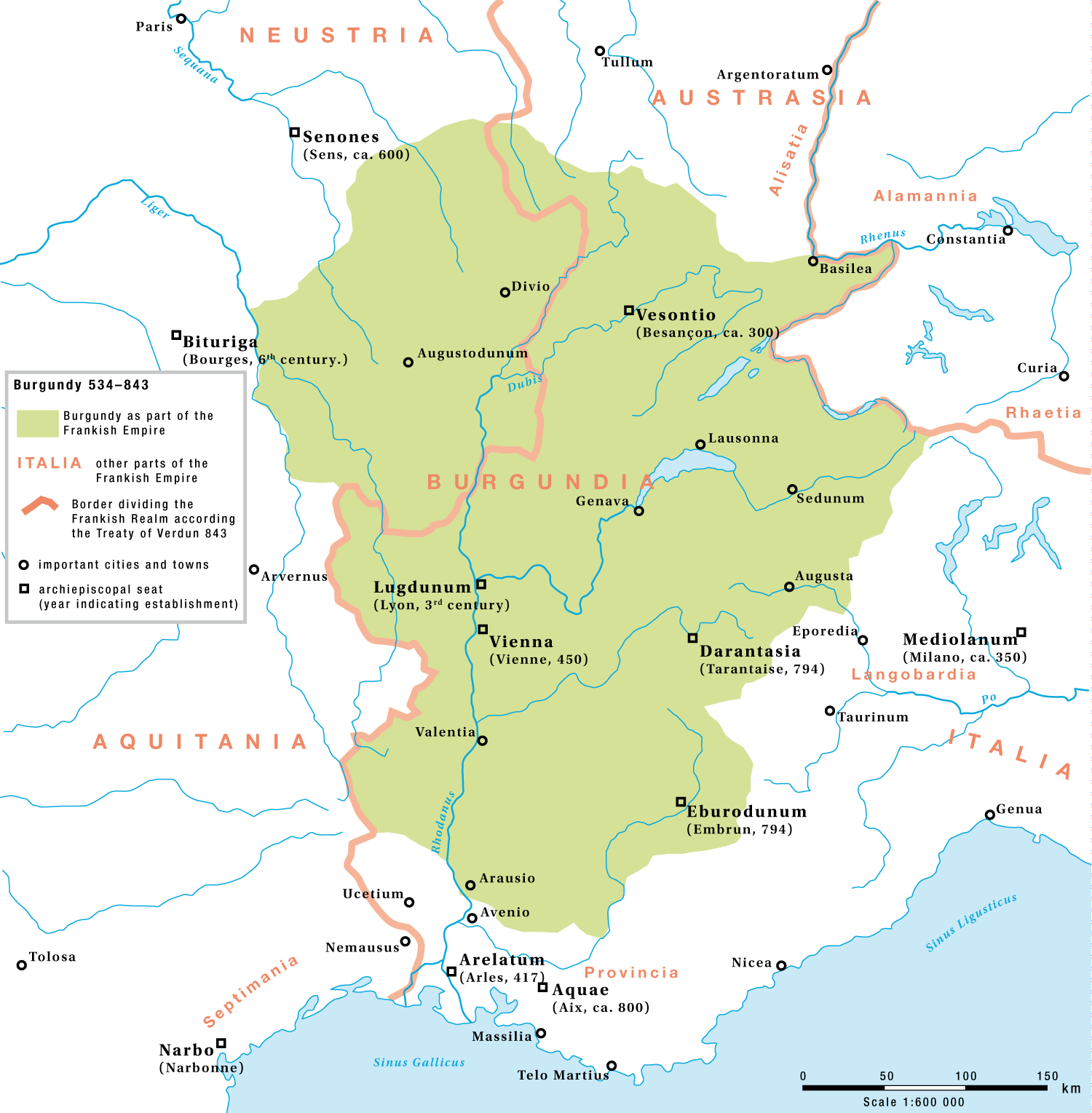
Het voormalige Bourgondische Koninkrijk binnen het Frankische Rijk bij de deling in 843

Na drie veldslagen tegen de Franken, veroverden Chlotarius I en Childebert I, twee zoons van Clovis, in 534 het koninkrijk der Bourgondiërs voorgoed. Het koninkrijk Bourgondië werd nu een deel van het Frankische Rijk, hoewel het wel tot in de achtste eeuw een aparte status zou behouden. Na de Frankische annexatie verwaterde het onderscheid tussen Franken en Bourgondiërs en assimileerden beide volken geleidelijk in de omringende Latijnssprekende bevolking.
In 733-736 vestigde de Austrasische hofmeier Karel Martel opnieuw het centrale Frankische gezag, en werd het voormalige koninkrijk volledig deel van het Frankische Rijk.

## De splitsingen van het rijk van Karel de Grote en de drie Bourgondiën (843-933)
Het Verdrag van Verdun van 843 verdeelt het Frankische Rijk en ook het voormalige Bourgondië in twee stukken. De grens tussen West-Francië en Midden-Francië komt bij de Saône te liggen. Hierdoor wordt het Bourgondische gebied gesplitst in twee delen:
- een West-Frankisch deel in het noordwesten. Dit wordt het latere hertogdom Bourgondië, ongeveer waar tegenwoordig de regio Bourgogne zich bevindt;
- een keizerlijk Bourgondië in het centrum, oosten en zuiden.

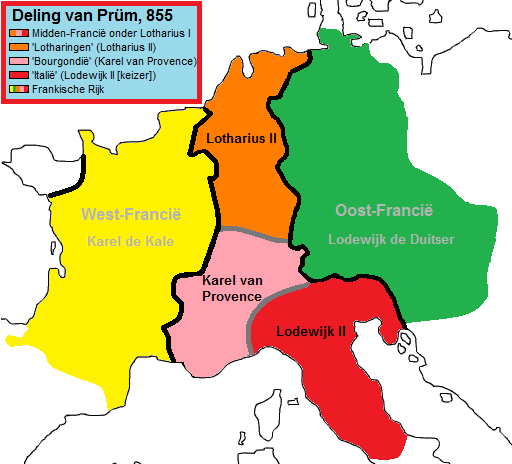
Na de tweede deling, Verdrag van Prüm, 855.
Koninkrijk Bourgondië onder Karel van Provence.

In 855 wordt het Frankische Middenrijk en dus ook het keizerlijke Bourgondië nogmaals gesplitst. Bij het verdrag van Prüm, wordt het rijk van Lotharius I verdeeld onder zijn drie zonen.
Karel van Provence, de derde zoon van Lotharius I, kreeg het middelste deel, het koninkrijk Bourgondië (ook koninkrijk Provence genoemd). De andere zoon, Lotharius II, kreeg Lotharingen en de oudste, Lodewijk II, kreeg Italië.
Na de dood van Karel van Provence in 863 werd het koninkrijk Provence (of Bourgogne) opnieuw verdeeld, maar in naam bleef het nog enige tijd bestaan. Het lager gelegen zuidelijke deel van Bourgondië, koninkrijk Provence, (het latere graafschap Provence en Cisjuranië) ging over op zijn broer Lodewijk II van Italië (-875), het noorden (het latere vrijgraafschap Bourgondië en Transjuranië) naar zijn andere broer, Lotharius II (-869) koning van Lotharingen.
Na hun dood nam hun oom de West-Frankische koning Karel de Kale (-877) de gebieden over (Verdrag van Meerssen in 870, akkoord over nalatenschap van Lotharius II). Karel de Kale breidde zijn invloed in de buurlanden Bourgondië en Provence uit door te steunen op de lokale machthebber, Boso van Provence, graaf van Vienne.
In de jaren 879-888 ontstonden er drie nieuwe staten die de naam 'Bourgondië' zouden dragen, waarvan twee koninkrijken en één hertogdom. Daarnaast werd Lotharingen toegewezen aan Oost-Francië.

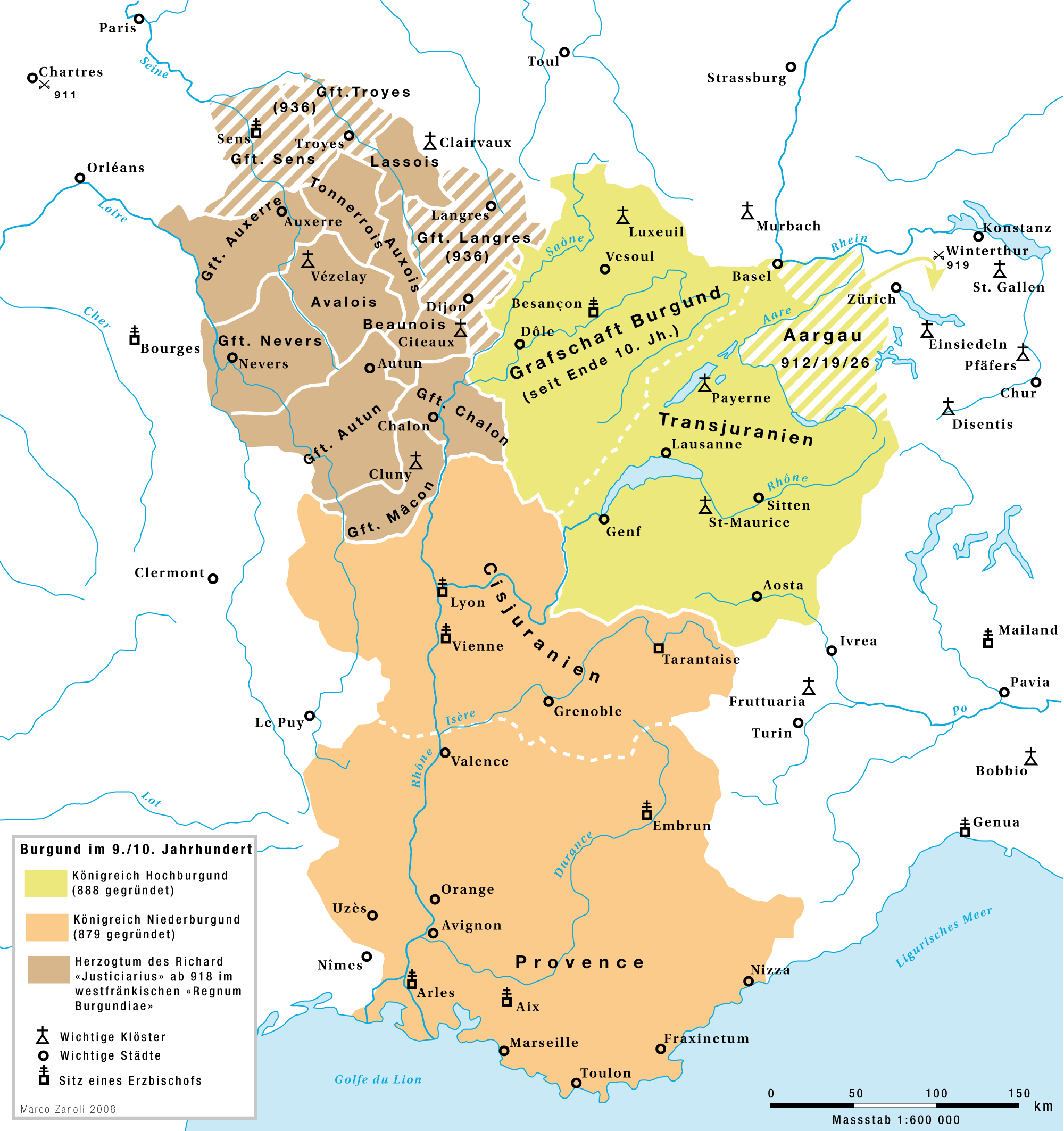
De drie Bourgondiën (±900):
Opper-Bourgondië
Neder-Bourgondië
Hertogdom Bourgondië (West-Frankisch)

- hertogdom Bourgondië in het noordwesten (onder Richard de Rechtsbrenger, 880); door een goede verhouding met de West-Frankische koningen Lodewijk III (-882) en Karloman II (-884), slaagde Richard I erin met hun deel van Bourgondië beleend te worden.
- Opper-Bourgondië (of Hoog-Bourgondië), dat zich situeert in het huidige westen van Zwitserland en de France-Comté: eerst markgraafschap in de koninkrijken Midden-Francië (843-855) en Lotharingen (855-869), vanaf 888 een eigen koninkrijk. Bij de dood van keizer Karel de Dikke, in 888, koos de adel van Opper-Bourgondië markgraaf Rudolf I tot koning. De streek tussen Rhône en Saône splitste af van het West-Frankische rijk en werd het koninkrijk Burgundia Transjurana, beter bekend als koninkrijk Opper-Bourgondië (het latere vrijgraafschap Bourgondië en Transjuranië).
- Neder-Bourgondië (in het zuiden, tot aan de oevers van de Middellandse Zee: de gebieden Provence en Cisjuranië), met de naam koninkrijk Neder-Bourgondië of "Bourgogne-Provence"

## Koninkrijk Arelat (933-1033)
Na onderhandelingen met Hugo van Arles, de kleinzoon van Lotharius II, werden Opper- en Neder-Bourgondië in 933 verenigd onder Rudolf II van Bourgondië. Dit nieuwe koninkrijk Bourgondië is ook wel bekend als het koninkrijk Arelat, naar de hoofdstad Arles. In deze periode gingen de graafschappen, zoals het graafschap Provence, zich als gevolg van het zwakke koninklijke gezag steeds zelfstandiger gedragen. Een eeuw later werd het koninkrijk Arelat door keizer Koenraad II bij het Heilige Roomse Rijk ingelijfd (1033). Het koningschap was alleen nog maar een titel.

## Valois-Bourgondië: laatste koninkrijkspoging

Het hertogdom (links) en graafschap (rechts) in de veertiende eeuw

Het hertogdom Bourgondië kwam al snel in de huismacht van de Franse koningen (954). In 986 ontstond door Otto Willem van Bourgondië het graafschap Bourgogne in het noordwesten van voormalige Opper-Bourgondië. Het hertogdom en het graafschap Bourgondië bestonden verschillende eeuwen naast mekaar. Het eerste was in Frankrijk, het tweede was tot 1033 deel van het zwakke Arelatische koninkrijk en viel vanaf 1033 onder het Heilige Roomse Rijk.
Het graafschap Bourgondië werd vanaf het einde van de dertiende eeuw de inzet van strijd tussen de Franse koningen, de Duitse keizers en de Bourgondische hertogen. In 1361 kwam het toe aan Margaretha en daarna aan haar zoon, de Vlaamse graaf Lodewijk van Male; hierna komt de naam Vrijgraafschap (Bourgondië) (Frans: Franche-Comté; Duits: Freigrafschaft (Burgund)) in gebruik.
In 1363 werd het hertogdom door koning Jan II van Frankrijk als apanage beleend aan Filips de Stoute, zijn jongste zoon, die door zijn huwelijk met de dochter van Lodewijk van Male tevens Vlaanderen, Artesië, Nevers en Rethel en het vrijgraafschap Bourgondië verwierf in 1384; hiermee ontstond het zgn. 'Valois-Bourgondië' dat, hoewel formeel een leen onder de Franse koning, zich al snel volledig onafhankelijk gedroeg tegenover diens leenheer. De komende eeuw zouden de hertogen van Bourgondië een reeks van gewesten (graafschap Namen 1429, hertogdom Brabant en Limburg 1430, graafschap Henegouwen, Holland en Zeeland 1433, Picardische gebieden 1435 (Vrede van Atrecht (1435)) , hertogdom Luxemburg 1451, hertogdom Gelre 1473) verwerven in het Frans-Duitse grensgebied en uitgroeien tot zowat de sterkste macht in Europa. Dijon werd daardoor de hoofdstad van een machtig rijk dat weliswaar uit een lappendeken van gewesten aan weerszijden van de oude rijksgrens bestond maar dat dankzij de economische macht van de Vlaamse steden, zoals Brugge en Gent een bijzonder belangrijke rol speelde in de Honderdjarige Oorlog. Nadat de Engelsen uit Frankrijk verdreven waren, wilde de Franse koning van de lastige Bourgondische concurrent af.

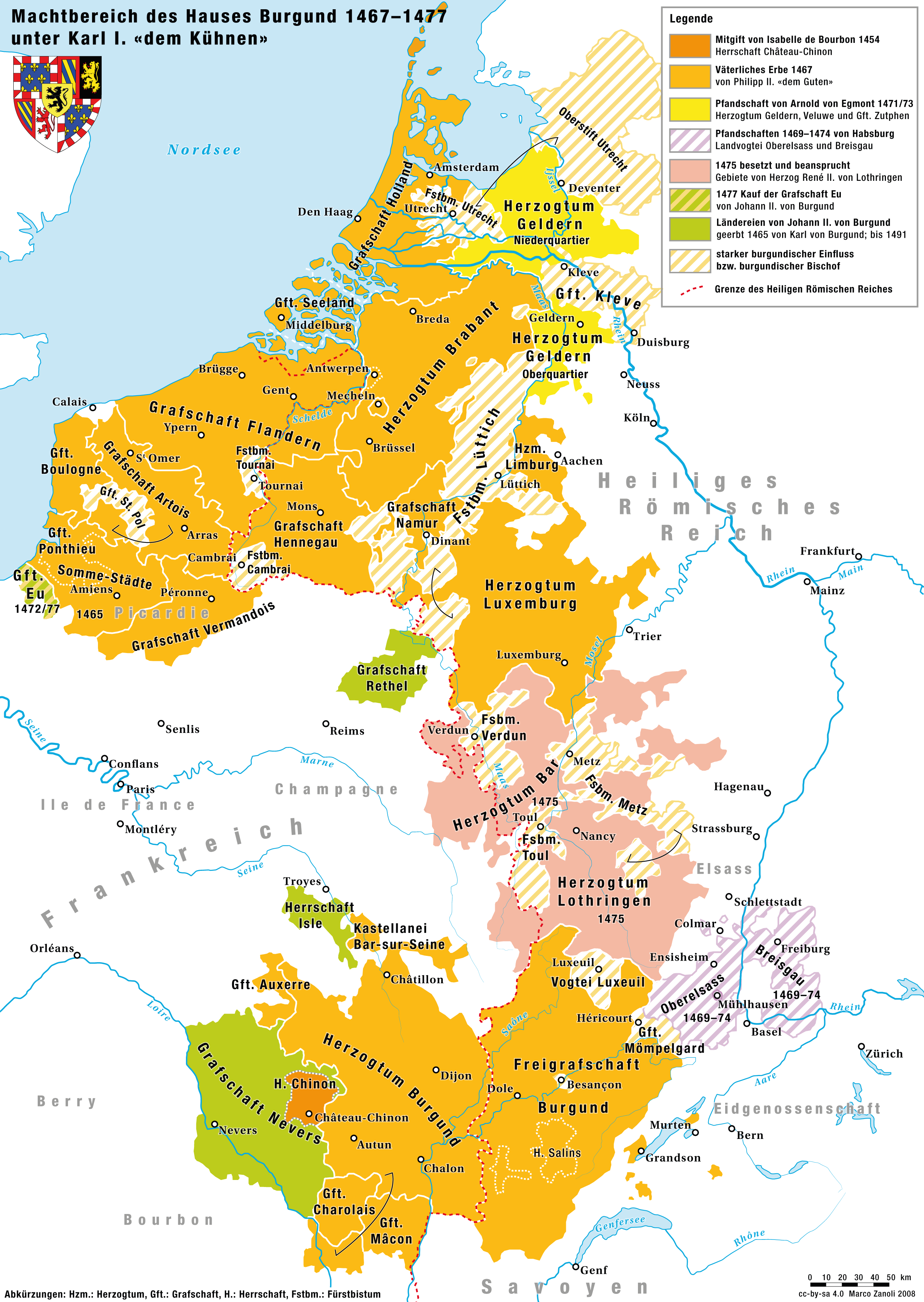
Het Bourgondische Rijk op haar sterkst (±1475)

De laatste hertog Karel de Stoute wilde de Bourgondische gewesten wederom tot een koninkrijk Bourgondië smeden; hij had daartoe in 1473 de Duitse keizer Frederik III (1415-1493) uitgenodigd en te Trier alles voor zijn kroning in gereedheid gebracht. Uiteindelijk zou de keizer zich echter bedenken en 's nachts in alle stilte vertrekken. Ondanks deze mislukking zette Karel de Stoute zijn machtsuitbreiding voort. Hij trachtte zijn noordelijke en zuidelijke gebieden aan elkaar te verbinden door het (Duitse) hertogdom Lotharingen te verwerven, maar kwam in conflict daarover met het Zwitserse Eedgenootschap, financieel gesteund door de Franse koning Lodewijk XI. De hertog sneuvelde tijdens de slag bij Nancy in 1477 en Lodewijk confisqueerde in de hiernavolgende Bourgondische Successieoorlog, behalve Vlaanderen en Artesië, alle Bourgondische lenen binnen de oude oostgrens van West-Francië (Vrede van Atrecht (1482)): het hertogdom Bourgondië en Picardische gebieden.
Brussel werd de hoofdstad van wat restte en wat nu de Nederlanden genoemd werd. Het vrijgraafschap bleef nog geruime tijd Bourgondisch, Habsburgs en uiteindelijk Spaans. Het werd uiteindelijk echter ook Frans, onder de naam Franche-Comté met Besançon als hoofdstad. Het gebied van de huidige Franse regio Bourgondië is slechts de noordwestelijke hoek van het vroegere koninkrijk Bourgondië en komt ruwweg overeen met het vroegere hertogdom Bourgondië en de naastliggende graafschappen Nevers, Charolais en Mâcon.